# Fedrick Dacres
Fedrick Dacres (ur. 28 lutego 1994 w Kingston) – jamajski lekkoatleta specjalizujący się w rzucie dyskiem.
W 2010 zwyciężył w zawodach Carifta Games, a następnie zajął drugą lokatę w finale B podczas igrzysk olimpijskich młodzieży. Złoty medalista mistrzostw świata juniorów młodszych – na tych zawodach ustanowił wynikiem 67,05 najlepszy rezultat na świecie w swojej kategorii wiekowej w sezonie 2011. W 2012 sięgnął po złoto mistrzostw świata juniorów. Mistrz igrzysk panamerykańskich oraz siódmy zawodnik mistrzostw świata w Pekinie (2015). W 2016 uczestnik igrzysk olimpijskich w Rio de Janeiro, w których zajął odległe miejsce w eliminacjach i nie awansował do finału. Czwarty zawodnik światowego czempionatu w Londynie (2017). W 2019 zdobył srebro mistrzostw świata w Dosze.
Wielokrotny mistrz i rekordzista kraju.
Rekord życiowy: 70,78 (16 czerwca 2019, Rabat) – rekord Jamajki.

## Osiągnięcia
| Rok  | Impreza                                           | Miejsce         | Pozycja           | Wynik |
| ---- | ------------------------------------------------- | --------------- | ----------------- | ----- |
| 2011 | Mistrzostwa świata juniorów młodszych             | Lille Metropole | 1. miejsce        | 67,05 |
| 2011 | Mistrzostwa panamerykańskie juniorów              | Miramar         | 3. miejsce        | 57,24 |
| 2012 | CARIFTA Games                                     | Hamilton        | 1. miejsce        | 58,57 |
| 2012 | Mistrzostwa Ameryki Środkowej i Karaibów juniorów | San Salvador    | 1. miejsce        | 59,99 |
| 2012 | Mistrzostwa świata juniorów                       | Barcelona       | 1. miejsce        | 62,80 |
| 2013 | CARIFTA Games                                     | Nassau          | 1. miejsce        | 61,27 |
| 2015 | Igrzyska panamerykańskie                          | Toronto         | 1. miejsce        | 64,80 |
| 2015 | Mistrzostwa świata                                | Pekin           | 7. miejsce        | 64,22 |
| 2016 | Igrzyska olimpijskie                              | Rio de Janeiro  | el. – 34. miejsce | 50,69 |
| 2017 | Mistrzostwa świata                                | Londyn          | 4. miejsce        | 65,83 |
| 2018 | Igrzyska Wspólnoty Narodów                        | Gold Coast      | 1. miejsce        | 68,20 |
| 2018 | Puchar interkontynentalny                         | Ostrawa         | 1. miejsce        | 67,97 |
| 2019 | Igrzyska panamerykańskie                          | Lima            | 1. miejsce        | 67,68 |
| 2019 | Mistrzostwa świata                                | Doha            | 2. miejsce        | 66,94 |
| 2021 | Igrzyska olimpijskie                              | Tokio           | el. – 13. miejsce | 62,91 |
| 2022 | Mistrzostwa świata                                | Eugene          | 9. miejsce        | 64,85 |
| 2022 | Mistrzostwa NACAC                                 | Freeport        | 2. miejsce        | 62,79 |
| 2023 | Mistrzostwa świata                                | Budapeszt       | 5. miejsce        | 66,72 |
| 2023 | Igrzyska panamerykańskie                          | Santiago        | 3. miejsce        | 61,25 |